# Rosalia birmanicus
Rosalia birmanicus là một loài bọ cánh cứng trong họ Cerambycidae.